# Área metropolitana de Corpus Christi

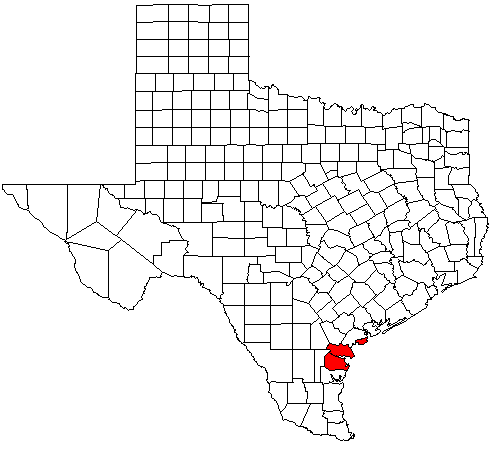
Ubicación de Corpus Christi en el estado estadounidense de Texas.

El Área Metropolitana de Corpus Christi, definida oficialmente como Área Estadística Metropolitana de Corpus Christi MSA por la Oficina del Censo de los Estados Unidos; es un Área Estadística Metropolitana centrada en la ciudad Corpus Christi, sobre el golfo de México, en el estado de Texas, Estados Unidos. 
Cuenta con una población de 428.185 habitantes según el censo de 2010.

## Composición
Los 3 condados del área metropolitana y su población según los resultados del censo 2010:
- Aransas – 23.158 habitantes
- Nueces – 340.223 habitantes
- San Patricio – 64.804 habitantes

## Principales ciudades del área metropolitana
La ciudad principal es Corpus Christi con aproximadamente 275.000 habitantes, otras comunidades con más de 10.000 habitantes son:
- Portland
- Robstown
- Aransas Pass